# Websites bloqueados na China continental
Mais do que 2 701 'websites' estão ou foram bloqueados na China continental (com exceção de Hong Kong e Macau) sob a política de censura da Internet existente no país. Esta é uma lista dos sites mais conhecidos que foram bloqueados. A página não se aplica às regiões administrativas especiais de Hong Kong e Macau, visto que a maior parte das leis chinesas não se aplicam a elas.
De acordo com um relatório recente de Beijing, um grande número de sites japoneses foram bloqueados durante a tarde de 15 de junho de 2012 (UTC+08:00) até a manhã de 17 de junho de 2012 (UTC+08:00), como o Google Japão, Yahoo! Japão, Amazon Japão, Excite, Yomiuri Shimbun, Sponichi e Nikkei Business Publications.
Observe também que muitos dos sites listados podem estar disponíveis ocasionalmente ou regularmente, dependendo do local de acesso ou de eventos atuais. Por estas razões, usar utilidades de proxy, tais como "greatfire.org" ou "blockedinchina.net", não são fontes muito confiáveis (ex: ir para a China e você mesmo verificar) para informações quando verifica-se abaixo a Tabela dos sites altamente rankeados bloqueados na China continental, mas deveriam ser consideradas apenas como uma referência. Muitos websites de política em outros países também são bloqueados pela China continental.

## Tabela dos sites altamente rankeados que foram bloqueados na China continental
| Classificação Alexa | Website                                     | Domínio                       | URL                               | Categoria              | Língua principal         | Duração do bloqueio                                                                                |
| ------------------- | ------------------------------------------- | ----------------------------- | --------------------------------- | ---------------------- | ------------------------ | -------------------------------------------------------------------------------------------------- |
| 1                   | Gmail                                       | google.com                    | gmail.com                         | Email                  | Inglês                   | 2014, setembro (ou antes) até o presente                                                           |
| 1                   | Google                                      | google.com                    | google.com                        | Busca                  | Inglês                   | 2014, maio (ou antes) até o presente                                                               |
| 1                   | Google Maps                                 | google.com                    | maps.google.com                   | Mapas                  | Inglês                   | 2014, maio (ou antes) até o presente                                                               |
| 1                   | Google Docs                                 | google.com                    | docs.google.com                   | Compartilhamento       | Inglês                   | 2011, maio (ou antes) até o presente                                                               |
| 1                   | Google Drive                                | google.com                    | drive.google.com                  | Compartilhamento       | Inglês                   | 2012, maio até o presente                                                                          |
| 1                   | Google Encrypted                            | google.com                    | encrypted.google.com              | Busca                  | Inglês                   | 2011, março (ou antes) até o presente                                                              |
| 1                   | Google APIs                                 | google.com                    | *.googleapis.com                  | Busca                  | Inglês                   | 2014, setembro (ou antes) até o presente                                                           |
| 1                   | Google+                                     | google.com                    | plus.google.com                   | Social                 | Inglês                   | 2011, julho até o present                                                                          |
| 1                   | Google Sites                                | google.com                    | sites.google.com                  | Hospedagem de sites    | Inglês                   | 2011, março (ou antes) até o presente                                                              |
| 1                   | Picasa                                      | google.com                    | picasaweb.google.com              | Compartilhamento       | Inglês                   | 2009, julho até o present                                                                          |
| 2                   | Facebook                                    | facebook.com                  | www.facebook.com                  | Social                 | Inglês                   | 2008, julho até o presente                                                                         |
| 3                   | YouTube                                     | youtube.com                   | www.youtube.com                   | Compartilhamento       | Inglês                   | 2009, março até o presente                                                                         |
| 4                   | Yahoo! Taiwan                               | yahoo.com                     | tw.yahoo.com                      | Portal                 | Chinês                   | 2011, maio (ou antes) até 2014, Jan                                                                |
| 4                   | Yahoo! Hong Kong                            | yahoo.com                     | hk.yahoo.com                      | Portal                 | Chinês                   | 2011, março (ou antes) até 2014, Jan                                                               |
| 6                   | Mobile Wikipedia                            | wikipedia.org                 | mobile.wikipedia.org              | Outro                  | Inglês                   | 2011, maio (ou antes) até 2012                                                                     |
| 8                   | Twitter                                     | twitter.com                   | twitter.com                       | Social                 | Inglês                   | 2009, junho até o presente                                                                         |
| 11                  | Blogspot                                    | blogspot.com                  | blogspot.com                      | Blog                   | Inglês                   | 2009, maio até o presente                                                                          |
| 16                  | Yahoo! Japan                                | yahoo.co.jp                   | yahoo.co.jp                       | Portal                 | japonês                  | 2012, 15–17 junho                                                                                  |
| 20                  | T.co                                        | t.co                          | t.co                              | Outro                  | Inglês                   | 2011, maio (ou antes) até 2012                                                                     |
| 21                  | Google Japan                                | google.co.jp                  | google.co.jp                      | Busca                  | japonês                  | 2012, 15–17 junho                                                                                  |
| 22                  | Bing                                        | bing.com                      | bing.com                          | Busca                  | Inglês                   | 2014, agosto até o presente (parcialmente bloqueado). Redirecionamento automático para cn.bing.com |
| 25                  | WordPress                                   | wordpress.com                 | wordpress.com                     | Blog                   | Inglês                   | 2011, outubro até o presente                                                                       |
| 32                  | Instagram                                   | instagram.com                 | instagram.com                     | Social                 | Inglês                   | 2014, 19 de setembro até o presente                                                                |
| 51                  | XVideos                                     | xvideos.com                   | www.xvideos.com                   | Pornô                  | Inglês                   | 2011, março (ou antes) até o presente                                                              |
| 52                  | FC2                                         | fc2.com                       | www.fc2.com                       | Blog                   | japonês                  | 2011, março (ou antes) até 2012                                                                    |
| 54                  | xHamster                                    | xhamster.com                  | www.xhamster.com                  | Pornô                  | Inglês                   | 2011, março (ou antes) até 2012                                                                    |
| 71                  | The Pirate Bay                              | thepiratebay.se               | thepiratebay.se                   | Compartilhamento       | Inglês                   | 2012, fevereiro (ou antes) até 2012                                                                |
| 75                  | Rakuten Market                              | rakuten.co.jp                 | rakuten.co.jp                     | Compras                | japonês                  | 2012, 15–17 junho, setembro?? até 19?                                                              |
| 94                  | Amazon Japan                                | amazon.co.jp                  | amazon.co.jp                      | Compras                | japonês                  | 2012, 15–17 junho                                                                                  |
| 110                 | Dropbox                                     | dropbox.com                   | www.dropbox.com                   | Compartilhamento       | Inglês                   | 2014, junho (ou antes) até o presente                                                              |
| 112                 | Vimeo                                       | vimeo.com                     | www.vimeo.com                     | Compartilhamento       | Inglês                   | 2009, outubro até o presente                                                                       |
| 188                 | SoundCloud                                  | soundcloud.com                | www.soundcloud.com                | Áudio                  | Inglês                   | setembro 2013 até o presente                                                                       |
| 219                 | Nico Video                                  | nicovideo.jp                  | nicovideo.jp                      | Compartilhamento       | japonês                  | Desconhecido até Desconhecido, desbloqueado                                                        |
| 223                 | Archive.org                                 | archive.org                   | www.archive.org                   | Outro                  | Inglês                   | 2011, abril (ou antes) até 2012                                                                    |
| 225                 | Scribd                                      | scribd.com                    | scribd.com                        | Compartilhamento       | Inglês                   | 2011, fevereiro (ou antes) até Desconhecido, desbloqueado                                          |
| 227                 | isoHunt                                     | isohunt.com                   | isohunt.com                       | Compartilhamento       | Inglês                   | 2012, abril até 2012; also previously blocked and desbloqueado                                     |
| 257                 | XING                                        | xing.com                      | www.xing.com                      | Social                 | Alemão                   | 2011, abril (ou antes) até 2012                                                                    |
| 277                 | hardsextube                                 | hardsextube.com               | www.hardsextube.com               | Pornô                  | Inglês                   | 2011, abril até 2012                                                                               |
| 282                 | drtuber                                     | drtuber.com                   | www.drtuber.com                   | Pornô                  | Inglês                   | 2011, abril até 2012                                                                               |
| 429                 | Wretch                                      | wretch.cc                     | www.wretch.cc                     | Blog                   | Chinês                   | 2007, agosto até 2012                                                                              |
| 553                 | Google Appspot                              | appspot.com                   | appspot.com                       | Hospedagem de sites    | Inglês                   | Desconhecido até Desconhecido, desbloqueado                                                        |
| 564                 | Yomiuri News                                | yomiuri.co.jp                 | yomiuri.co.jp                     | Publicação             | japonês                  | 2012, 15–17 junho                                                                                  |
| 610                 | Ustream                                     | ustream.tv                    | www.ustream.tv                    | Compartilhamento       | Inglês                   | 2011, abril (ou antes) até 2012                                                                    |
| 623                 | excite (Japan)                              | excite.co.jp                  | excite.co.jp                      | Portal                 | japonês                  | 2012, 15 junho até 17 junho, setembro?? - 18                                                       |
| 633                 | Sponichi News                               | sponichi.co.jp                | sponichi.co.jp                    | Publicação             | japonês                  | 2012, 15–17 junho                                                                                  |
| 660                 | Nikkei BP Japan                             | nikkeibp.co.jp                | nikkeibp.co.jp                    | Publicação             | japonês                  | 2012, 15–17 junho                                                                                  |
| 713                 | GeoCities (Japan)                           | geocities.jp                  | geocities.jp                      | Hospedagem de sites    | japonês                  | Desconhecido até Desconhecido, desbloqueado                                                        |
| 1235                | Eporner                                     | eporner.com                   | www.eporner.com                   | Pornô                  | Inglês                   | 2018, julho (ou antes) até o presente                                                              |
| 1321                | Technorati                                  | technorati.com                | www.technorati.com                | Busca                  | Inglês                   | 2008, julho até 2012                                                                               |
| 2056                | Plurk                                       | plurk.com                     | www.plurk.com                     | Social                 | Inglês                   | 2009, abril até 2012                                                                               |
| 2925                | Norwegian Broadcasting Corporation          | nrk.no                        | www.nrk.no                        | Notícias               | Norueguês                | 2011, maio (ou antes) até 2012                                                                     |
| 3876                | PBworks                                     | pbworks.com                   | pbworks.com                       | Compartilhamento       | Inglês                   | 2011, janeiro até 2012                                                                             |
| 4247                | The Epoch Times                             | theepochtimes.com             | www.theepochtimes.com             | Notícias               | Inglês                   | 2003 até o presente                                                                                |
| 4480                | Sony Japan                                  | Sony.co.jp                    | Sony.co.jp                        | Corporação             | japonês                  | 2012, 15–17 junho                                                                                  |
| 4956                | The Epoch Times (Edição chinesa)            | epochtimes.com                | www.epochtimes.com                | Notícias               | Chinês                   | 2000 até o presente                                                                                |
| 9551                | SBS Radio (Serviço de língua chinesa)       | radioaustralia.net.au/chinese | http://www.sbs.com.au/chinese     | Mídia                  | Chinês                   | Desconhecido até o presente, novembro 2013                                                         |
| 10278               | Boxun                                       | boxun.com                     | boxun.com                         | Notícias               | Chinês                   | 2011, maio (ou antes) até o presente                                                               |
| 14358               | New Tang Dynasty Television                 | ntdtv.com                     | www.ntdtv.com                     | Notícias               | Chinês                   | 2012, julho (ou antes) até Desconhecido, desbloqueado                                              |
| 20898               | Wikileaks                                   | wikileaks.org                 | wikileaks.org                     | ONG                    | Inglês                   | 2011, maio (ou antes) até 2012                                                                     |
| 22196               | Sony Music Japan                            | sonymusic.co.jp               | sonymusic.co.jp                   | Gravadora              | japonês                  | 2012, 15–17 junho                                                                                  |
| 24693               | OpenVPN                                     | openvpn.net                   | www.openvpn.net                   | Privacidade            | Inglês                   | 2011, junho (ou antes) até 2012                                                                    |
| 31845               | AllMovie                                    | allmovie.com                  | www.allmovie.com                  | Outro                  | Inglês                   | Desconhecido até o presente, novembro 2013                                                         |
| 33553               | Strong VPN                                  | strongvpn.com                 | www.strongvpn.com                 | Privacidade            | Inglês                   | 2011, junho até o presente (parcialmente bloqueado)                                                |
| 33623               | PureVPN                                     | purevpn.com                   | www.purevpn.com                   | Privacidade            | Inglês                   | 2007, dezembro até o presente                                                                      |
| 33961               | Amnesty International                       | amnesty.org                   | amnesty.org                       | ONG                    | Inglês                   | 2011, maio (ou antes) até 2012                                                                     |
| 45645               | Radio Australia (Serviço de língua chinesa) | radioaustralia.net.au/chinese | www.radioaustralia.net.au/chinese | Mídia                  | Chinês                   | 2012, dezembro até o presente, novembro 2013                                                       |
| 63913               | UrbanSurvival Blog                          | urbansurvival.com             | www.urbansurvival.com             | Blog                   | Inglês                   | 2013, 2 abril (ou antes)                                                                           |
| 71304               | Repórteres sem Fronteiras                   | rsf.org                       | www.rsf.org                       | ONG                    | Inglês                   | 2011, abril (ou antes) até 2012                                                                    |
| 78873               | Falun Dafa                                  | falundafa.org                 | www.falundafa.org                 | Espiritual             | Inglês                   | 2011, fevereiro (ou antes) até 2012                                                                |
| 168907              | Culture Unplugged Film Festival             | cultureunplugged.com          | festival.cultureunplugged.com     | Portal de Documentário | Inglês                   | 2013, janeiro (ou antes) até o presente                                                            |
| 1413995             | VPN Coupons                                 | vpncoupons.com                | www.vpncoupons.com                | VPN                    | Inglês                   | 2012, dezembro (ou antes) até 2012                                                                 |
| 2761652             | ElephantVPN                                 | elephantvpn.com               | www.elephantvpn.com               | VPN                    | Inglês                   | 2013, dezembro (ou antes) até o presente                                                           |
| 1795401             | Tibet Post                                  | thetibetpost.com              | thetibetpost.com                  | Notícias               | Inglês, Chinês, Tibetano | 2010, março (ou antes) até 2012                                                                    |
| 863069              | GayBookSTAR                                 | gaybookstar.com               | www.gaybookstar.com               | Dating                 | Inglês                   | 2012, dezembro (ou antes) até Desconhecido, desbloqueado                                           |
| 21854158            | Australia Tibet Council                     | atc.org.au                    | www.atc.org.au                    | ONG                    | Inglês                   | Desconhecido até o presente, novembro 2013                                                         |
| 11517858            | Viet-Nam California Radio (KALI-FM)         | radiovncr.com                 | www.radiovncr.com                 | Rádio                  | Vietnamita/Inglês        | Desconhecido até o presente, novembro 2013                                                         |
| 21854158            | Australia Tibet Council                     | waselpro.com                  | waselpro.com                      | ONG                    | Inglês                   | Desconhecido até o presente, setembro 2014                                                         |
|                     | DuckDuckGo                                  | duckduckgo.com                | duckduckgo.com                    | Busca                  | Inglês                   | 2014, setembro até o presente                                                                      |
|                     | Flickr                                      | flickr.com                    | flickr.com                        | Compartilhamento       | Inglês                   | Desconhecido até o presente, outubro 2014                                                          |
|                     | BBC                                         | bbc.co.uk                     | bbc.co.uk                         | Notícias               | Inglês                   | 2014, outubro até o presente                                                                       |

### Wikipédia
Desde 2019 todos os sites da wikipedia foram bloqueados

#### Exemplos de artigos bloqueados na China continental
Existe uma ferramenta gratuita WebSitePulse para testar websites por trás do Grande Firewall da China, ela pode ser usada para testes de bloqueio de artigos.
| Artigo         | Data & Hora (UTC)                       | Local CN | Situação CN | Local EUA   | Situação EUA |
| -------------- | --------------------------------------- | -------- | --- | ----------- | ------------ |
| Tablet (HTTP)  | 2013-08-09 07:57:47 2013-08-09 13:40:36 | Beijing  | Falha ao receber dados da rede Mas foi desbloqueado a partir de janeiro de 2014                                             | Nova Yorque | OK           |
| Tablet (HTTPS) | 2013-08-09 08:02:05                     | Beijing  | Erro desconhecido do protocolo SSL ao se conectar com en.wikipedia.org:443 Mas foi desbloqueado a partir de janeiro de 2014 | Nova Yorque | OK           |